# Molnár Viktor (politikus)
Kaposi Molnár Viktor (Brassó, 1859. augusztus 9. – Budapest, 1918. április 27.) művelődéspolitikus, miniszteri tanácsos, közoktatási államtitkár.

## Élete
Molnár Viktor ágostai evangélikus lelkész és Stenner Júlia fia. Főgimnáziumi tanulmányait szülővárosában végezte, azután Kolozsvárra ment az egyéves önkéntesi év leszolgálása és a jogi tanulmányok elvégzése végett. A katonai szolgálatának eleget tevén, hadnagy lett, az egyetemen pedig az egyik államtudományi pályadíjat elnyerte. Tanulmányainak befejezése végett Budapestre ment, hogy az ottani egyetemen letegye az államtudományi és jogtudományi államvizsgákat. Ezután szülei külföldre küldötték, hogy a közpályára szükséges magasabb kiképzést nyerjen; ezen tanulmányi útjában megtekintette a közművelődési és művészeti intézményeket Ausztriában, Németországban és Franciaországban. Ezen útjában nyert tapasztalatait később többször felfrissítette külföldi utazásain.
1882. októberben Trefort Ágoston fölvette a vallás- és közoktatásügyi minisztériumba fogalmazó gyakornoknak és eleinte a jogi osztályban alkalmazta, később a minisztérium elnöki osztályába helyezte át és arra használta fel, hogy a legkülönbözőbb napi kérdésekről cikkeket íratott vele a lapokba. Trefort európai műveltségével és melegen érdeklődő lelkével nagy befolyást gyakorolt Molnár tudományos fejlődésére, hozzá barátsággal viseltetett és utolsó idejében is magával vitte külföldi útjára. Báró Eötvös Loránd elnöki titkárrá, Wlassics Gyula miniszter 1898-ban címzetes miniszteri tanácsossá nevezte ki a vallás- és közoktatási minisztériumban; 1901. októberben pedig valóságos miniszteri tanácsos lett. A tanügy terén kifejtett működésével szerzett különösen érdemeket, így szülővárosa és Brassó megye területén egymásután létesültek az állami iskolák és ezáltal a magyarság erős végvárává tették ezt a nemzetiségi megyét. A csángók közművelődési viszonyainak javítására is nagy gondot fordított; nemcsak állami elemi iskolákat állíttatott fel számukra, hanem polgári fiú- és leányiskolát is eszközölt ki Hétfalu lakossága részére.
Molnár a brassómegyei ágostai evangélikus magyarság egyházi ügyeiben is vezető szerepet vitt. Eleinte a hosszúfalui egyház; 1897-ben az egész egyházmegye választotta felügyelőjének; a gyámintézet pedig elnökének. 1899-ben az Uránia magyar tudományos színházat és egyesületet alapította, szervezte és vezette. Az Uránia-színház kiváló jelentősége abban van, hogy a tudományok népszerűsítésére nemcsak a fővárosban tart fenn egy színházat, hanem fővárosi darabjait a vidék minden városába elvitte és ez által szoros kapcsolatot létesített az országban kulturális törekvéseinkben. Az egyesület a századforduló környékén 1200 tagból állt és Uránia címmel folyóiratot is indított. Az Urania azon eszmével is foglalkozott, hogy a főváros nagyobb köztereit és sétahelyeit, elsősorban a városligetet hazánk kiváló férfiainak szobraival lássa el. Az egyesület továbbá vetítőgépeket és kész felolvasásokhoz való szövegeket kölcsönzött ki a vidékre, hogy szemléltető módon a kor mozgató eszméiről és a gyakorlati élet szükségleteiről mindenkinek tájékozást nyújtson és mintegy élő hírlapként működjék. Az egyesület anyagi erejének gyarapítására sorsjátékot rendezett, amelyet ő eszközölt ki a pénzügyminisztertől.
Molnár bírja a III. osztályú vaskoronarendet, a II. osztályú perzsa nap- és oroszlán-rendet a csillaggal, a III. osztályú porosz vörös sas rendet és a francia közoktatásügy tisztjét. Az ezredéves országos kiállításkor a közreműködő érmet, a párizsi világkiállítás alkalmából pedig a nagy arany érmet kapta. Az Eötvös országos bizottság valamint több tanító-egyesület tiszteletbeli és dísztagja volt.
Jegyei: M. V. és V. v. M.

## Írásai
Tanügyi, politikai, kritikai, közgazdasági, egészségügyi, művészeti, történelmi s egyházpolitikai cikkeket írt a következő hírlapokba és folyóiratokba: az Egyetértésbe (1883. decz. 23. A fogyasztási adókról, 1885. jan. 5., 1886. történelmi, művészeti és tanügyi czikkek); a Nemzetbe (1886. 113. sz. A classikus nyelvek tanítása a középiskolában és hasonló tárgyú czikkek); a Brassónak rendes munkatársa volt (1885-től szépirodalmi dolgozatokkal, 1887. 43. sz. Az Erdélyi czigányokról); a Dittes által szerkesztett Pädagogium cz. havi folyóiratba (1885 sat.); a Budapesti Szemlébe (L. 1887. Az orvosi tudományok tanítása és tanulása); a Fővárosi Lapokba (1888. 194. sz. A hermaneczi papirgyár); a M. Salonba (1888. Trefort miniszter végnapjairóI.); az erdélyi írók és művészek Almanachjába (Kolozsvár, 1892. Egy levél); írt még a Vasárnapi Ujságba, az Ország-Világba, s a müncheni Allgemeine Zeitungba.

## Munkái
- A hazai középiskola reformja. Bpest, 1885.
- A genfi conventio. Budapest, 1887. (A kolozsvári egyetem pályadíjat nyert munkája átdolgozva. 2. bőv. kiadás. Bpest, 1888. Németül az Universal-Bibliothekben 2203. sz. Leipzig, 1894.).
- Husvéti tojások. Bpest, 1890. (Ethnographiai tanulmány).
- Gróf Csáky Albin. Élet- és jellemrajzi vázlat. Két képpel. Bpest, 1894.
- Wlassics Gyula. Bp., 1907.
- Színházaink és az állam. Bp., 1912.

## Emlékezete
- Sokat tett Pestújhely oktatásügyéért, az ottani iskolák állami kezelésbe vételéért, illetve államsegély nyújtásáért, ezért a község hálája jeléül még életében utcát nevezett el róla; az utcanév jelenleg (a 2020-as években) is használatban van.[3]